# Спиноф
Спиноф (от английски: spin-off или spinoff) e телевизионно предаване, филм, видеоигра или каквато и да е повествователна творба, създадена на база вече съществуващи творби, фокусираща се по-подробно върху различен аспект от оригиналната творба (например конкретни теми, герои или събития). Най-често спиноф получава най-популярният герой в една творба, тъй като това подсигурява, че продуктът ще бъде печеливш.
Един от най-ранните примери за спиноф в съвременната медийна ера се случва през 1941 г., когато поддържащият персонаж Трокмортон Гилдерслийв от комедийното шоу Fibber McGee and Molly става звездата на собственото си шоу The Great Gildersleeve (1941 – 1957).
Възможно е един спиноф да се развива паралелно с творбата, от която произлиза, но е възможно и да се развива в съвсем друг времеви период. Терминът може да се използва и за да се посочи съществена промяна в гледната точка или започване на нова сюжетна линия – например смяната на главния герой с някой, който до преди това е бил второстепенен. Често срещано е главният герой от оригиналната творба да се появява като поддържащ персонаж или камео в спиноф творбата, както и да се прави кросоувър между двете творби. Възможно е един спиноф да получи свой собствен спиноф, като по този начин връзката с оригинала отслабва или се изгубва.

## Примери
- Бандитките на Оушън – спиноф от Бандата на Оушън
- Бъмбълби – спиноф предистория на герой от Трансформърс
- Трансформърс: Възходът на зверовете – спиноф продължение на герой от Трансформърс
- Фантастични животни и къде да ги намерим – спиноф предистория от Хари Потър
- Фантастични животни: Престъпленията на Гринделвалд – спиноф предистория от Хари Потър
- Фантастични животни: Тайните на Дъмбълдор – спиноф предистория от Хари Потър
- Соло: История от Междузвездни войни – спиноф предистория от Междузвездни войни
- Rogue One: История от Междузвездни войни – спиноф от Междузвездни войни
- Мандалорецът и Грогу – спиноф от Междузвездни войни
- Фюриоза: Сага за „Лудия Макс“ – спиноф предистория от Лудия Макс: Пътят на яростта
- Паранормална активност: Белязаните – спиноф от Паранормална активност
- Бързи и яростни: Хобс и Шоу – спиноф герои от Бързи и яростни
- Х-Мен началото: Върколак – спиноф предистория на герой от Х-Мен
- Върколакът – спиноф продължение на герой от Х-Мен
- Логан – спиноф продължение на герой от Х-Мен
- Дедпул – спиноф на герой от Х-Мен
- Дедпул 2 – спиноф продължение на герой от Х-Мен
- Крийд: Сърце на шампион – спиноф продължение на Роки Балбоа
- Крийд 2 – спиноф продължение
- Крийд 3 – спиноф продължение
- Новите мутанти – спиноф на герои от Х-Мен
- Щатски шерифи – спиноф продължение на Беглецът
- Електра – спиноф продължение на Дявол на доброто
- Котаракът в чизми – спиноф на герой от Шрек
- Шоуто на Кливланд – спиноф сериал на герои от Семейният тип
- Юникити – спиноф сериал на герой от LEGO: Филмът
- Младият Шелдън – спиноф предистория на герой от Теория за Големия взрив